# Janusz Kościelak
Janusz Kościelak (ur. 20 lipca 1935 w Kowlu, zm. 4 kwietnia 1993) – polski żużlowiec.

## Życiorys
Sport żużlowy uprawiał w latach 1956–1974, reprezentując barwy klubów: Stal Rzeszów (1956–1964), Stal Toruń (1965–1968, 1972–1978) oraz Gwardia Łódź (1969–1971). Czterokrotny medalista drużynowych mistrzostw Polski: dwukrotnie złoty (1960, 1961) oraz dwukrotnie srebrny (1962, 1963). Trzykrotny finalista indywidualnych mistrzostw Polski (Rybnik 1957 – XIV miejsce, Rybnik 1960 – XIII miejsce, Rzeszów 1962 – IX miejsce). Dwukrotny uczestnik eliminacji indywidualnych mistrzostw świata, w latach 1958 (XII miejsce w finale kontynentalnym w Oberhausen) oraz 1959 (XV miejsce w półfinale kontynentalnym w Slaný). 
Po zakończeniu czynnej kariery sportowej zajął się działalnością szkoleniową, pracując w klubach w Toruniu oraz Rzeszowie.